# Абакашис
Абакаши́с (порт. Rio Abacaxis) — река в Южной Америке. Правый приток нижнего рукава реки Мадейра.
Находится в Бразилии. Река берёт начало в юго-восточной части штата Амазонас. Длина реки составляет около 610 км. Течёт с запада на восток. Имеет ряд крупных притоков. Впадает в реку Мадейра, приток Амазонки, является одним из крупнейших её притоков.
Период высокой воды длится с октября по апрель-май.